# Айоади, Ричард
Ри́чард Э́ллеф Айоа́ди (англ. Richard Ellef Ayoade; род. 12 июня 1977, Уиппс Кросс, Лондон, Великобритания) — британский режиссёр, сценарист и актёр-комик. Получил известность за исполнение роли Мориса Мосса в телевизионном сериале «Компьютерщики» и как режиссёр фильмов «Субмарина» (2010) и «Двойник» (2013).

## Биография
Ричард Айоади родился в городе Уиппс Кросс, Лондон. Его мать из Норвегии, а отец — нигериец, он единственный ребёнок в семье. Айоади учился в Колледже Святого Иосифа в Ипсуиче, позднее изучал право в Колледже Святой Екатерины в Кембридже (1995—1998), где он получил приз имени Мартина Стила за написание пьес и стал президентом престижного драматического клуба Footlights.
Во время членства в клубе Айоади был как актёром, так и сценаристом во многих постановках. Он и вице-президент клуба Джон Оливер совместно написали две пантомимы: «Спящая красавица» и «Сказки братьев Гримм». Айоади принимал участие в двух гастрольных постановках клуба Footlights в 1997 и 1998 годах: «Эмоциональный багаж» и «Между молотом и наковальней» режиссёра Кэла Маккристала.

## Работа на телевидении
Айоади работал над постановкой хоррор-комедии «Рыцарь страха Гарта Маренги» вместе с Мэтью Холнесом. Сам Айоади появился в шоу на международном театральном фестивале Fringe в Эдинбурге в 2000 году, где был номинирован на Perrier Award (награда фестиваля Fringe, за лучшую постановку). В 2001 году он получил награду Perrier Award за соавторство и постановку «Незерхед Гарта Маренги» — сиквела «Рыцаря страха Гарта Маренги».
В 2004 году Айоади и Холнес перенесли «Маренги» на Channel 4, создав комедийный сериал, пародирующий фильмы ужасов, «Обитель тьмы Гарта Маренги». Он режиссировал шоу, а также исполнил роль Дина Лёрнера, издателя Гарта.
В образе Дина Лёрнера Айоади также вёл комедийное ток-шоу «Мужской разговор с Дином Лёрнером», выходившее на Channel 4 в 2006 году. Роли различных гостей каждую неделю исполнял Холнес.
Айоади стал узнаваемой персоной на британском телевидении благодаря роли социально неприспособленного технического гения Мориса Мосса в телесериале «Компьютерщики». В 2008 году за эту роль он был награждён как лучший актёр на телевизионном фестивале в Монте-Карло. Айоади также сыграл роль Мосса в пилотной серии американской версии «Компьютерщиков», которая так и не вышла в эфир.
С июня 2019 года — ведущий телеигры «Хрустальный лабиринт».
Является ведущим телевизионной программы о путешествиях Travel Man (в российском переводе «Выходные без пощады»), в которой Айоади вместе с приглашённым гостем проводит 48 часов в одном из популярных туристических городов мира. Не сдерживая себя в расходах они осматривают достопримечательности и дегустирует местные блюда под аккомпанемент циничных шуток Ричарда.

## Режиссёр музыкальных клипов
- Arctic Monkeys («Fluorescent Adolescent», «Crying Lightning» и «Cornerstone»)
- Super Furry Animals («Run Away»)
- The Last Shadow Puppets («Standing Next to Me» и «My Mistakes Were Made For You»)
- Vampire Weekend («Oxford Comma» и «Cape Cod Kwassa Kwassa»)
- Kasabian («Vlad the Impaler», в котором снялся Ноэль Филдинг)
- Yeah Yeah Yeahs («Heads Will Roll»).

В 2007 году Айоади режиссировал живой концерт группы Arctic Monkeys — «At the Apollo», который впоследствии был выпущен на DVD. В 2009 году группа получила музыкальную награду NME Awards за «Лучший DVD». В свою очередь, Алекс Тёрнер (фронтмен группы Arctic Monkeys) написал саундтрек для дебютного фильма Ричарда Айоади «Субмарина».

## Личная жизнь
8 сентября 2007 года женился на актрисе Лидии Фокс, дочери Джеймса Фокса и сестре Лоуренса Фокса. У пары двое детей — дочери Эсме и Ида.

## Фильмография

### Режиссёр и сценарист
| Год  |     | Русское название                  | Оригинальное название        | Роль                |
| ---- | --- | --------------------------------- | ---------------------------- | ------------------- |
| 2004 | с   | Обитель тьмы Гарта Маренги        | Garth Marenghi's Darkplace   | режиссёр, сценарист |
| 2004 | ф   | AD/BC: Рок-опера                  | AD/BC: A Rock Opera          | режиссёр, сценарист |
| 2006 | мтф | Мужской разговор с Дином Лёрнером | Man to Man with Dean Learner | режиссёр, сценарист |
| 2008 | док | At the Apollo                     | At the Apollo                | режиссёр            |
| 2010 | ф   | Субмарина                         | Submarine                    | режиссёр, сценарист |
| 2013 | ф   | Двойник                           | The Double                   | режиссёр, сценарист |

### Актёр
| Год          |     | Русское название                  | Оригинальное название               | Роль                    |
| ------------ | --- | --------------------------------- | ----------------------------------- | ----------------------- |
| 2003—2007    | с   | Майти Буш                         | The Mighty Boosh                    | Сабу                    |
| 2004         | с   | Обитель тьмы Гарта Маренги        | Garth Marenghi’s Darkplace          | Дин Лёрнер              |
| 2004         | ф   | Жизнь и смерть Питера Селлерса    | The Life and Death of Peter Sellers | фотограф на свадьбе     |
| 2004         | ф   | AD/BC: Рок-опера                  | AD/BC: A Rock Opera                 | Джозеф                  |
| 2005         | с   | Натан Барли                       | Nathan Barley                       | Нэд Сменкс              |
| 2005         | ф   | Фестиваль                         | Festival                            | Двайт Свон              |
| 2006—2010    | с   | Компьютерщики                     | The IT Crowd                        | Морис Мосс              |
| 2006         | мтф | Мужской разговор с Дином Лёрнером | Man to Man with Dean Learner        | Дин Лёрнер              |
| 2009         | ф   | Кролик и бык                      | Bunny and the Bull                  | куратор в музее         |
| 2012         | с   | Роскошная комедия Ноэля Филдинга  | Noel Fielding’s Luxury Comedy       | городской джентльмен    |
| 2012         | ф   | Дружинники                        | The Watch                           | Джамаркус               |
| 2012         | мф  | Чисто английский                  | Full English                        | Эдгар Джонсон           |
| 2014         | мф  | Семейка монстров                  | The Boxtrolls                       | мистер Пиклс            |
| 2015         | с   | Викарий из Дибли                  | The Vicar of Dibley                 | Бернард                 |
| 2017—2018    | мс  | Нео Йокио                         | Neo Yokio                           | различные персонажи     |
| 2018         | мф  | Дикие предки                      | Early Man                           | Трибор                  |
| 2019         | мс  | Долина Муми-троллей               | Moominvalley                        | Привидение              |
| 2019—2020    | с   | Мандалорец                        | The Mandalorian                     | Q9-0                    |
| 2019         | ф   | Сувенир                           | The Souvenir                        | Патрик                  |
| 2019         | мф  | Лего. Фильм 2                     | The Lego Movie 2: The Second Part   | Мороженое               |
| 2021         | ф   | Кошачьи миры Луиса Уэйна          | The Electrical Life of Louis Wain   | Генри Вуд               |
| 2021         | ф   | Сувенир: Часть 2                  | The Souvenir Part II                | Патрик                  |
| 2021—2023    | мс  | Разочарование                     | Disenchantment                      | Горди / Альва Гандерсон |
| 2022         | мф  | Плохие парни                      | The Bad Guys                        | Руперт Мармелад IV      |
| 2022 — н. в. | мс  | Ох уж эти детки!                  | Rugrats                             | Даффи                   |
| 2023         | с   | Чёрное зеркало                    | Black Mirror                        | камео                   |
| 2023 — н. в. | мс  | Крапополис                        | Krapopolis                          | Тираннис                |
| 2023         | ф   | Чудесная история Генри Шугара     | The Wonderful Story of Henry Sugar  | доктор Маршалл / йог    |
| 2025         | ф   | Финикийская схема                 | The Phoenician Scheme               | революционер Серхио     |

## Награды и номинации
| Год  | Премия                                     | Фильм           | Категория                                                    | Результат |
| ---- | ------------------------------------------ | --------------- | ------------------------------------------------------------ | --------- |
| 2008 | Телевизионный фестиваль в Монте-Карло      | «Компьютерщики» | Лучший актёр в комедийном телесериале                        | Победа    |
| 2011 | Международный кинофестиваль в Палм-Спрингс | «Субмарина»     | Режиссёр к просмотру                                         | Победа    |
| 2011 | Премия британского независимого кино       | «Субмарина»     | Лучший сценарий                                              | Победа    |
| 2011 | Премия британского независимого кино       | «Субмарина»     | Приз Дугласа Хикокса за лучший режиссёрский дебют            | Номинация |
| 2011 | Кинофестиваль в Джиффони                   | «Субмарина»     | Лучший фильм                                                 | Победа    |
| 2012 | BAFTA                                      | «Субмарина»     | Лучший дебют британского сценариста, режиссёра или продюсера | Номинация |
| 2012 | Chlotrudis Awards                          | «Субмарина»     | Лучший адаптированный сценарий                               | Номинация |
| 2012 | Evening Standard British Film Awards       | «Субмарина»     | Самый многообещающий дебют                                   | Номинация |
| 2012 | Премия Лондонского кружка кинокритиков     | «Субмарина»     | Прорыв британского режиссёра                                 | Номинация |
| 2013 | Лондонский кинофестиваль                   | «Двойник»       | Лучший фильм                                                 | Номинация |
| 2013 | Кинофестиваль в Токио                      | «Двойник»       | Лучший фильм                                                 | Номинация |